# Сапијенс: кратка историја људског рода
Сапијенс: кратка историја људског рода (хебр. קיצור תולדות האנושות) је књига коју је написао израелски писац и историчар Јувал Ноа Харари 2011. године. Сматра се култном књигом 21. века.

## О делу
Харари у овој књизи обухвата читаву историју човечанства. Дао је преглед од првих људских бића до данашњег човека. Харари је детаљно и на једноставан начин приказао научна сазнања из биологије, антропологије, палеонтологије и економије. Дао је преглед историје, али и неке чињенице како бисмо могли да променимо будућност пред нама.
Писац испитује људски развој кроз дугачак временски период од 80 миленијума. Аутор је писао са становишта различитих схватања историје човечанства свеобухватно од најранијих дана до 21. века.

### Библиографски подаци
Књига је публикована 2011. године на хебрејском језику. Године 2014. је објављена на енглеском језику као Sapiens: A Brief History of Humankind. На српски језик је први пут преведена 2018. г. у издању Библионера, а после је преведена и 2019. године у издању Лагуне. Преведена је на 60 језика, и продата у преко 16.000.000 примерака.

## Структура дела
Књига је структуирана тако да је подељена на 4 дела.
- Когнитивна револуција — први део
- Пољопривредна револуција — други део
- Уједињење човечанства — трећи део
- Научна револуција — четврти део